# (73313) 2002 JR78
(73313) 2002 JR78 – planetoida z pasa głównego asteroid okrążająca Słońce w ciągu 4,08 lat w średniej odległości 2,55 j.a. Odkryta 11 maja 2002 roku.